# ترافيس ورا
ترافيس ورا (بالإنجليزية: Travis Worra)‏ (9 أبريل 1993 بسياتل في الولايات المتحدة - ) هو لاعب كرة قدم أمريكي في مركز حراسة المرمى. لعب مع دي.سي. يونايتد وريتشموند كيكرز وNorth Carolina FC U23 ‏ وSeacoast United Phantoms ‏.

## وصلات خارجية
- ترافيس ورا على موقع الدوري الأمريكي (الإنجليزية)
- ترافيس ورا على موقع قاعدة بيانات كرة القدم.إي يو (الإنجليزية)
- ترافيس ورا على موقع Soccerbase.com (لاعب) (الإنجليزية)
- ترافيس ورا على موقع Soccerway.com (الإنجليزية)
- ترافيس ورا على موقع عالم كرة القدم.نت (الإنجليزية)
- ترافيس ورا على موقع AS.com (الإسبانية)